# USS Guerriere (1865)
De USS Guerriere (1865) was een fregat van de Amerikaanse Marine, het tweede schip met deze naam. Ze werd genoemd naar de overwinning van het fregat USS Constitution op het Britse schip HMS Guerriere tijdens de Oorlog van 1812.

## Geschiedenis
De USS Guerriere werd te water gelaten op 9 september 1865 in de Boston Navy Yard en in dienst gesteld op 21 mei 1867, met commander Thomas Corbin als bevelhebber. Ze zeilde vanuit New York op 28 juni 1867 naar de kust van Zuid-Amerika en diende tot juni 1869 als vlaggenschip van de South Atlantic Squadron, ter bescherming van de Amerikaanse handelsbelangen en investeringen.
Daarna zeilde ze van Rio de Janeiro naar de New York Navy Yard, waar ze tijdelijk uit actieve dienst bleef, tot 10 augustus 1870. In Portsmouth (New Hampshire) ontving ze de militaire delegatie met het stoffelijk overschot van admiraal David G. Farragut om naar New York over te brengen; hij was op 14 augustus overleden. De volgende dag liep de USS Guerriere echter aan de grond bij de noordelijkste vuurtoren van het eiland Nantucket, waarna de militaire delegatie en het lichaam van admiraal Farragut overgebracht werden naar het stoomvrachtschip SS Island Home. De USS Guerriere werd weer vlotgetrokken op 1 oktober en zette de reis naar New York voort.

### Het anker
Het fregat vertrok vanuit New York op 17 december 1870 naar Lissabon, en vandaar voer ze langs Gibraltar voor een vloottocht met het mediterrane smaldeel. Op 7 april 1871 was de pasja van Tripoli er te gast.
De pasja schonk de kapitein van de USS Guerriere het anker van het in 1804 verbrande fregat USS Philadelphia, dat meer dan een halve eeuw op de havenbodem had gelegen, na de vernietiging van de USS Philadelphia in de haven van Tripoli door kapitein Stephen Decatur Jr. in "the most bold and daring act of the age" ('Het meest stoutmoedige en gewaagde optreden van de eeuw'). 
Van Tripoli uit kruiste de USS Guerriere naar de havens van Egypte, Libanon, Italië en Frankrijk.
Op 1 december 1871 lag ze buiten Villefranche-sur-Mer met de stoffelijke resten van generaal-majoor Anderson, die moesten worden overgebracht naar Fort Monroe, Virginia. Na een verblijf in Norfolk, Virginia voer ze weer naar de New York Navy Yard, waar ze uit actieve dienst werd genomen op 22 maart 1872. Daarna werd ze verkocht aan een particulier, D. Buchler uit New York.

## USS Guerriere (1865)
- Type: Fregat - Amerikaanse Marine
- Te water gelaten: 9 september 1865
- In dienst gesteld: 21 mei 1867
- Einde dienst: Verkocht op 12 december 1872

### Algemene kenmerken
- Lengte: 319 voet - 97 m
- Breedte: 46 voet - 14 m
- Diepgang: 17 voet - 5,18 m
- Aangedreven: Zeil
- Snelheid: 13 knopen (24 km/h)
- Bemanning: 181 officieren en matrozen

### Bewapening
- 2 100-pondskanonnen
- 1 60-pondskanon
- 4 20-pondskanonnen
- 6 9 inch Gatling guns